# فرم (هنرهای تجسمی)
«فرم» یکی از اصطلاحات کلیدی است که استفاده از آن در مباحث هنری بسیار رایج است، به گونه‌ای که می‌توان آن را یکی از مهم‌ترین مفاهیم پایه‌ای هنر در نظر گرفت. با شنیدن یا مشاهده فرم، از این واژه یک مفهوم محسوس مشترک بین عموم استنباط می‌شود. اما ارائه تعریفِ دقیق و تحلیلی آن با بیانی صریح دشوار است.
کمتر اصطلاحی را می‌توان یافت که به اندازهٔ فرم دوام یافته باشد. این اصطلاح از زمان رومی‌ها تاکنون به کار رفته‌است و کمتر اصطلاحی تا این حد بین‌المللی است. واژهٔ لاتینی forma به بسیاری از زبان‌های امروزی راه یافته‌است؛ در زبان‌های ایتالیایی، اسپانیایی و لهستانی و روسی به همان صورت به کار می‌رود، و در زبان‌های دیگر با اندکی تغییر همراه است.
مفهوم فرم نزد عموم مردم همچون مفاهیم بنیادینی چون فضا، هستی و زمان جزو بدیهیاتی است که هرکس علاوه بر ارتباطی که در چارچوب ادراک خود از جهان و محیط زندگی با آن‌ها دارد، در حیطهٔ تخصص و فعالیت حرفه‌ای خود نیز به گونه‌ای خاص و از زاویه‌ای ویژه آن را تبیین می‌کند. به علاوه بازبودن حیطه معنایی «فرم» و امکان به وجود آمدن سوء‌تفاهم در درک مفهوم این واژه اساسی، ضرورت پرداختن به وجوه مختلف معنایی آن را تأکید می‌کند.
این واژه همان قدر که دوام زیادی داشته، ابهام فراوانی نیز دارد. واژه‌های لاتینی forma همان ابتدا جایگزین دو کلمهٔ یونانی morphe و eldos شده‌است. کلمهٔ morphe را بیشتر برای فرم‌های مشهود به کار می‌بردند و eldos را در مورد فرم‌های ذهنی (مفهومی) به کار می‌بردند. این میراث دوگانه تا حد زیادی در گوناگونی معانی فرم مؤثر بوده‌است.
تکیه گاهی که باتوجه به ادراکمان از هستی و داده های شهودی، سوژه مورد نظر را مشاهده می نمائیم.